# ヴィルヘルム・フォン・ホーエナウ (1854-1930)
ヴィルヘルム・フォン・ホーエナウ（ドイツ語: Wilhelm von Hohenau, 1854年4月25日 - 1930年10月28日）は、プロイセンの将軍。伯爵。ドイツ皇帝ヴィルヘルム1世の甥。

## 生涯
ヴィルヘルムはプロイセン王フリードリヒ・ヴィルヘルム3世の末息子であるプロイセン王子アルブレヒトと、その2番目の妻でプロイセン軍事大臣グスタフ・フォン・ラオホの娘であるロザーリエ・フォン・ラオホの間に生まれた。両親の結婚が貴賤結婚とされたため、ヴィルヘルムと弟のフリードリヒはホーエンツォレルン家の正式な一員として認められなかった。
ヴィルヘルムはプロイセン軍に仕官し、最終的には陸軍中将、皇帝ヴィルヘルム2世の副官、第1近衛騎兵旅団長にまで登りつめた。ヴィルヘルムは皇帝ヴィルヘルム2世の取り巻きが形成する「リーベンベルク円卓」の一員に数えられ、このためにハルデン＝オイレンブルク事件にも巻き込まれた。彼は同性愛容疑で裁判にかけられて無罪判決を受けたが、裁判中に軍隊の階級を剥奪され、軍人としてのキャリアを失った。
1914年に弟のフリードリヒが亡くなった後、ヴィルヘルムはアルブレヒツブルク城に移り住んだが、彼は賭け事で莫大な借金を作り、1925年には城を含むドレスデンの所領を売却することを余儀なくされた。ヴィルヘルムはドレスデンのバウツナー通りで貧窮のうちに死んだ。ヴィルヘルムは母や弟と一緒にドレスデンのヴァルトフリートホーフ・ヴァイサー・ヒルシュ墓地（「白い鹿の森の墓地」）に葬られている。

## 結婚と子女
ヴィルヘルムは1878年にザウルマ・フォン・ウント・ツー・デア・イェルチュ女伯ラウラ（Gräfin Laura Saurma von und zu der Jeltsch, 1857年 - 1884年）と最初の結婚をし、間に2人の娘と夭折した息子1人をもうけた。
- エリーザベト（1879年 - 1956年） - 1897年、エバーハルト・フォン・マトゥシュカ伯爵と結婚
- マリー・ロザーリエ（1880年 - 1966年）
- アルブレヒト（1882年）

さらに1887年にはホーエンローエ＝エーリンゲン侯フーゴーの娘マルガレーテ（1864年 - 1940年）と再婚し、間に一男一女をもうけた。
- マリア・ヴィクトリア（1889年 - 1934年） - 1914年、ハンス・カール・フォン・デルンベルク男爵と結婚
- フリードリヒ・ヴィルヘルム（1890年 - 1918年） - 第一次世界大戦で戦死